# هاوکر پی.۱۱۰۳
هاوکر پی. ۱۱۰۳ (به انگلیسی: Hawker P.1103) یک هواپیمای ساختِ کارخانهٔ هاوکر ایرکرفت در کشور بریتانیا است.